# Szczelina nad Mylną
Szczelina nad Mylną – jaskinia, a właściwie schronisko, w Dolinie Kościeliskiej w Tatrach Zachodnich. Wejście do niej znajduje się w zboczu Raptawickiej Turni, powyżej Jaskini Mylnej, na wysokości 1141 m n.p.m. Długość jaskini wynosi 12 metrów, a jej deniwelacja 7 metrów.

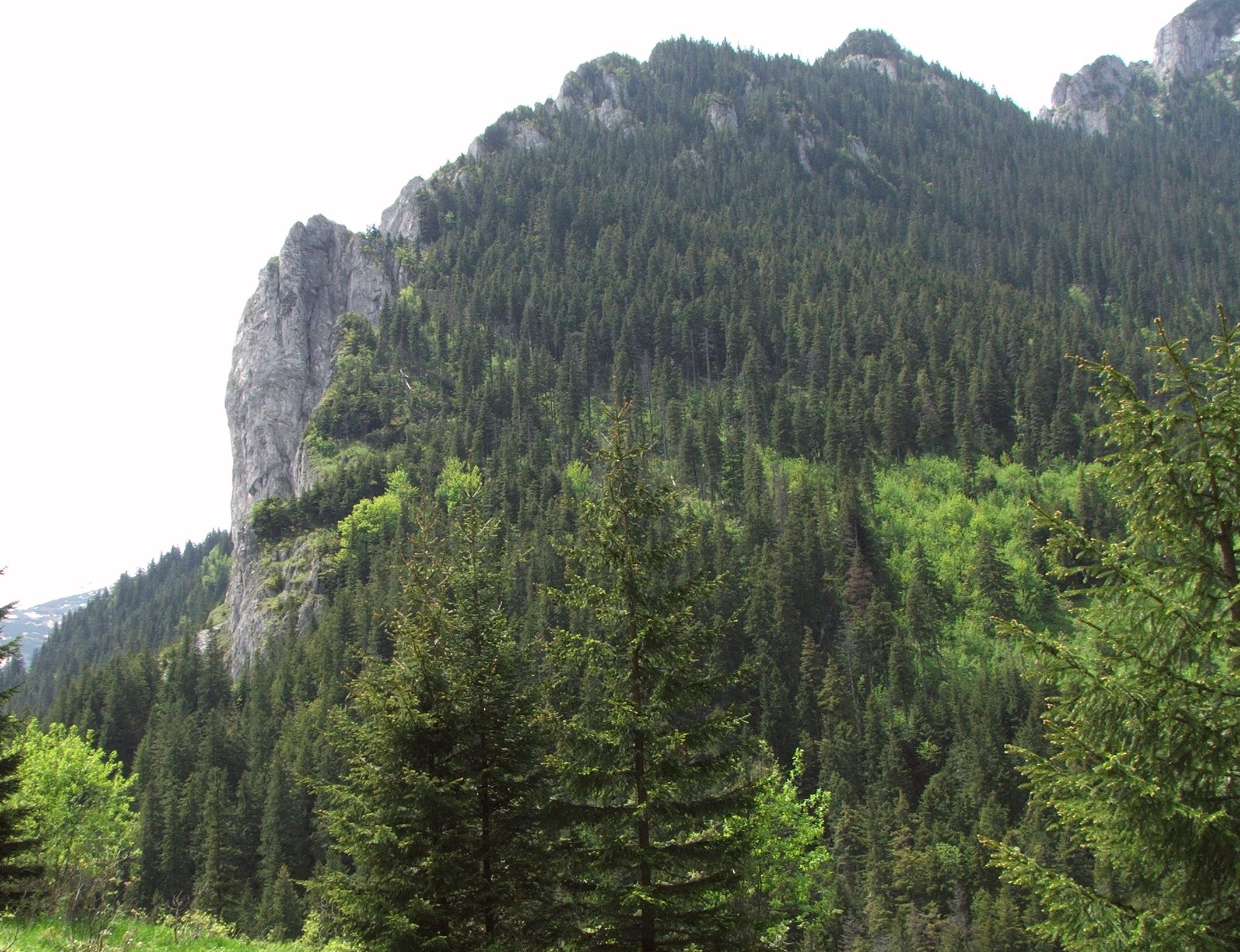
Raptawicka Turnia

## Opis jaskini
Jaskinię stanowi idąca stromo do góry szczelina zaczynająca się w niewielkim otworze wejściowym, a kończąca 2-metrowym progiem, za którym znajduje się krótki, poziomy korytarzyk.

## Przyroda
W jaskini brak jest nacieków. Na wilgotnych ścianach rosną glony.

## Historia odkryć
Jaskinia była znana od dawna. Pierwszy jej plan i opis sporządził Z. Wójcik w 1960 roku.